# Замок Певерил
Замок Певерил (также Замок Каслтон и Замок Пик; англ. Peveril Castle) — разрушенный замок XI века у деревни Каслтон в графстве Дербишир. Расположен в национальном парке и охраняется организацией «Английское наследие». Является памятником архитектуры и включён в список культурного наследия I* степени.

## История
Главное поселение (столица) феодального баронства Уильяма Певерела. Основано Певерелом, владевшим землями в Ноттингемшире и Дербишире в качестве главного арендатора короля, где-то между нормандским завоеванием 1066 года и первым зарегистрированным упоминанием в «Книге Страшного суда» 1086 года. Город стал экономическим центром баронства.
Сын Певерела, Уильям Певерил-младший, унаследовал поместья своего отца, но в 1155 году они были конфискованы королём Генрихом II. Король посетил замок в 1157, 1158 и 1164 годах, и впервые принимал у себя Малькольма IV, короля Шотландии. Во время восстания 1173—1174 годов гарнизон замка был увеличен с трёх человек до отряда во главе с двадцатью рыцарями, проживающими в замках Болсовер и Ноттингем. Графы Дерби претендовали на поместья семьи Певерил на основании брака (дочь Уильяма Певерила-младшего, Маргарет, была замужем за 2-м графом Дерби), и в 1199 году Уильям де Феррерс, 4-й граф, заплатил 2000 марок за лордство, хотя замок оставался под королевским контролем. В 1216 году замок почти стал местом битвы, когда король Иоанн передал его де Феррерсу, но кастелян отказался передать контроль. Хотя обе стороны поддерживали Иоанна, король разрешил графу силой выгнать непокорного кастеляна из замка; в конце концов кастелян капитулировал, и нет никаких доказательств того, что замок осаждался.
В 1223 году замок вернулся короне. В XIII веке в замке были проведены масштабные строительные работы, и к 1300 году он обрёл окончательный внешний вид. К концу XIV века баронство было передано Джону Гонту, герцогу Ланкастерскому. Не видя в замке стратегического значения, он приказал частично его разобрать на строительный материал, что положило начало его упадку. Со времен Джона Гонта и до наших дней замок находился в собственности и под управлением герцогства Ланкастерского. К 1609 году он уже был «сильно руинирован и бесполезен».
Сэр Вальтер Скотт описал руины замка в своём романе «Певерил Пик» (1823), действие которого происходит в XVII веке.